# Roger Blais (réalisateur)
Pour les articles homonymes, voir Roger Blais et Blais.
Roger Blais est un réalisateur, producteur, scénariste, monteur, directeur de la photographie et acteur québécois, né le 6 février 1917 à Giffard, au Québec, mort le 9 novembre 2012 .

## Biographie
Roger Blais a été responsable des services audiovisuels de l'Expo 67. Son œuvre s'étend sur plus d'un quart de siècle de Fridolinons (1945) à un portrait en 1973 du fondateur de l'ONF, John Grierson, qui l'engagea à l'ONF en 1945. 

## Filmographie

### Comme réalisateur
- 1945 : Reportages nº 112
- 1945 : Reportages nº 102
- 1945 : Fridolinons
- 1946 : Vive le ski!
- 1946 : Ski Skill
- 1947 : Vient de paraître
- 1948 : Stand by to Jump
- 1948 : Saguenay
- 1948 : It's Fun to Sing
- 1949 : Winter Carnival
- 1949 : Passport to Canada
- 1949 : Choral Concert
- 1949 : Ballet Festival
- 1951 : Yoho, vallée des merveilles[2]
- 1951 : Talent Showcase
- 1951 : Sing with the Commodores No. 1[3]
- 1951 : Sing with the Commodores No. 2[4]
- 1951 : Sing with the Commodores No. 3[5]
- 1951 : Royal Journey (en)
- 1951 : Music Master (with Neil Chotem)
- 1951 : Monastery
- 1951 : L'Homme dans la tour (The Man in the Peace Tower)[6]
- 1951 : From Father to Son
- 1951 : Chansons créoles[7]
- 1952 : Wits End
- 1952 : Voices from Acadia
- 1952 : Singing Champions
- 1952 : Canada's Atom Goes to Work
- 1953 : Shadow on the Prairie: A Canadian Ballet
- 1953 : Rehearsal
- 1953 : Point Pelee: Nature Sanctuary
- 1953 : In Search of Home
- 1953 : Highlights from Royal Journey
- 1953 : Côté cour... côté jardin
- 1954 : Le Voleur de rêves
- 1954 : Les Parents à l'école
- 1954 : Each Man's Son
- 1955 : Needles and Pins
- 1955 : Les Aboiteaux
- 1955 : L'Avocat de la défense
- 1956 : Approach to Theatre
- 1958 : Treasure of the Forest
- 1958 : Le Monde à l'étalage
- 1959 : Wheat Country
- 1959 : Un fleuve souverain
- 1959 : Man of Music
- 1959 : The Magic Mineral
- 1959 : How Do You Drive?
- 1960 : Thousand Islands Summer
- 1960 : Search and Rescue: The Searchmaster
- 1960 : Search and Rescue: The Rescue Coordination Centre
- 1960 : Search and Rescue: Search Operation
- 1960 : Search and Rescue: Search Areas
- 1960 : Search and Rescue: Rescue
- 1961 : Sirènes modernes
- 1961 : La Longue randonnée
- 1961 : Escale de verdure
- 1961 : Angkor, the Lost City
- 1962 : The Broken Chain
- 1963 : The Silent Partner
- 1963 : On le pensait 'à l'épreuve de feu'
- 1964 : Terra Nova
- 1964 : Let's Discuss Smoking
- 1964 : Bonsoir, Monsieur Champagne
- 1971 : Total Approach
- 1972 : Changes... 'Let's Talk About Them!'
- 1973 : Grierson
- 1974 : Monsieur John Grierson
- 1977 : How They Saw Us: Needles and Pins
- 1987 : Juste un enfant

### Comme producteur
- 1953 : Shadow on the Prairie: A Canadian Ballet
- 1953 : Rehearsal
- 1953 : Mister Mayor
- 1953 : The Calèche Driver
- 1954 : Le Voleur de rêves
- 1954 : The Taxi Driver
- 1954 : Sorel
- 1954 : Les Parents à l'école
- 1954 : Each Man's Son
- 1954 : The Charwoman
- 1954 : Bush Doctor
- 1955 : Needles and Pins
- 1955 : The Lumberjack
- 1955 : Les Aboiteaux
- 1955 : Chantier coopératif
- 1955 : L'Avocat de la défense
- 1956 : Youth and Music
- 1956 : Let's Discuss It
- 1956 : Jeunesses musicales
- 1956 : Agronomy
- 1957 : Feathers in the Wind
- 1957 : Carnival in Quebec
- 1964 : Trouble-fête de Pierre Patry
- 1971 : Total Approach
- 1972 : Changes... 'Let's Talk About Them!'
- 1973 : The People of the Book
- 1973 : Grierson
- 1974 : Monsieur John Grierson
- 1977 : How They Saw Us: Needles and Pins

### Comme scénariste
- 1945 : Reportages nº 112
- 1945 : Reportages nº 102
- 1946 : Vive le ski!
- 1948 : Saguenay
- 1951 : Monastery
- 1952 : Singing Champions
- 1952 : Canada's Atom Goes to Work
- 1953 : Côté cour... côté jardin

### Comme monteur
- 1948 : Saguenay
- 1963 : On le pensait 'à l'épreuve de feu'
- 1987 : Juste un enfant

### Comme directeur de la photographie
- 1946 : Vive le ski!
- 1946 : Ski Skill

### Comme acteur
- 1978 : L'Affaire Bronswik

## Nominations
- 2000 - Officier de l'Ordre du Canada
- 2005 - Chevalier de l'Ordre national du Québec